# 坪根菜々子
坪根　菜々子（つぼね　ななこ、1999年10月16日 - ）は、福岡県出身の、日本の女子柔道選手。階級は52kg級。身長156cm。組み手は右組み。血液型はB型。得意技は小内刈。

## 経歴
柔道は5歳の時に大宰府少年武道会で始めた。小学校6年の時に全国小学生学年別柔道大会45kg級に出場するも2回戦で敗れた。沖学園中学から沖学園高校へ進むと、3年の時にインターハイ52㎏級決勝で夙川学院高校2年の阿部詩に内股で敗れて2位だった。全日本ジュニアでは3位になった。2018年には福岡大学へ進学すると、2年の時にはベルギー国際で優勝した。3年の時には講道館杯の準決勝で元世界チャンピオンである了徳寺大学職員の志々目愛に内股で敗れるも3位になった。4年の時には体重別の決勝でコマツの武田亮子を合技で破って全国大会初優勝を飾った。グランドスラム・バクーでは初戦で東京オリンピック48㎏級金メダリストであるコソボのディストリア・クラスニキに技ありで敗れた。2022年4月からは自衛隊体育学校の所属となった。体重別では決勝で環太平洋大学3年の白石響に反則負けを喫した。2024年4月の体重別では初戦で敗れた。12月のグランドスラム・東京では準決勝でJR東日本の大森生純に反則負けするも、3位決定戦でモンゴルのルハグバスレン・ソソルバラムを破って3位になった。2025年2月のグランドスラム・タシケントでは準決勝でIJF名義で出場したロシアのカリナ・エフィモワに技ありを先取されるも横四方固で逆転勝ちすると、決勝ではスペインのアユミ・レイバ・サンチェスを隅返で破って、IJFワールド柔道ツアー初優勝を飾った。4月の体重別では初戦で敗れた。
IJF世界ランキングは1000ポイント獲得で43位(25/7/20現在)。

## 戦績
- 2017年 -　インターハイ　2位
- 2017年 -　全日本ジュニア　3位
- 2017年 -　エクサンプロバンスジュニア国際　優勝
- 2018年 -　チューリンゲンジュニア国際　優勝
- 2020年 -　ベルギー国際　優勝
- 2000年 -　講道館杯　3位
- 2021年 -　体重別　優勝
- 2022年 -　体重別 2位
- 2022年 -　講道館杯　5位
- 2023年 -　講道館杯　3位
- 2024年 -　講道館杯　3位
- 2024年 - グランドスラム・東京　3位
- 2025年 - グランドスラム・タシケント　優勝

(出典、JudoInside.com)